# Container (kiểu dữ liệu trừu tượng)
Trong khoa học máy tính, một container (vật chứa) là một lớp, một cấu trúc dữ liệu, hay một kiểu dữ liệu trừu tượng (ADT) mà thực thể của nó là tập hợp các đối tượng khác. Nói cách khác, chúng lưu trữ các đối tượng một cách có tổ chức theo các quy tắc truy cập cụ thể. Kích thước của container phụ thuộc vào số lượng các đối tượng (phần tử) mà nó chứa. Việc hiện thực (kế thừa) bên dưới của các loại container có thể khác nhau về kích thước và độ phức tạp, và cung cấp tính linh hoạt để chọn lựa cách hiện thực đúng cho bất cứ trường hợp nào.

## Tổng quan
Có thể phân loại container dựa theo ba loại thuộc tính sau:
- truy cập (access), là cách truy cập các đối tượng của container. In the case of arrays, access is done with the array index. In the case of stacks, access is done according to the LIFO (last in, first out) order and in the case of queues it is done according to the FIFO (first in, first out) order;
- lưu trữ (storage), là cách để lưu trữ các đối tượng của container;
- duyệt (traversal), là cách để duyệt qua các đối tượng của container.